# Éclipse solaire du 11 juillet 2010
L'éclipse solaire du 11 juillet 2010 est une éclipse solaire totale.
C'est la 7e éclipse totale du XXIe siècle, mais le 8e passage de l'ombre de la Lune sur Terre (en ce siècle).

## Visibilité

Parcours de l’éclipse sur la Terre.

Cette éclipse était visible sur une bonne partie du Pacifique Sud, touchant de nombreux atolls situés dans l'archipel des Tuamotu en Polynésie française – avec des magnitudes (> 1,054) et des durées (> 4 minutes) exceptionnelles. Les iles Tatakoto, Amanu, Hikueru, Haraiki étaient les mieux situées – ainsi que l'île de Pâques. Elle finit au coucher du soleil local à l'extrémité sud du Chili et de l'Argentine en Amérique du Sud.

## Images

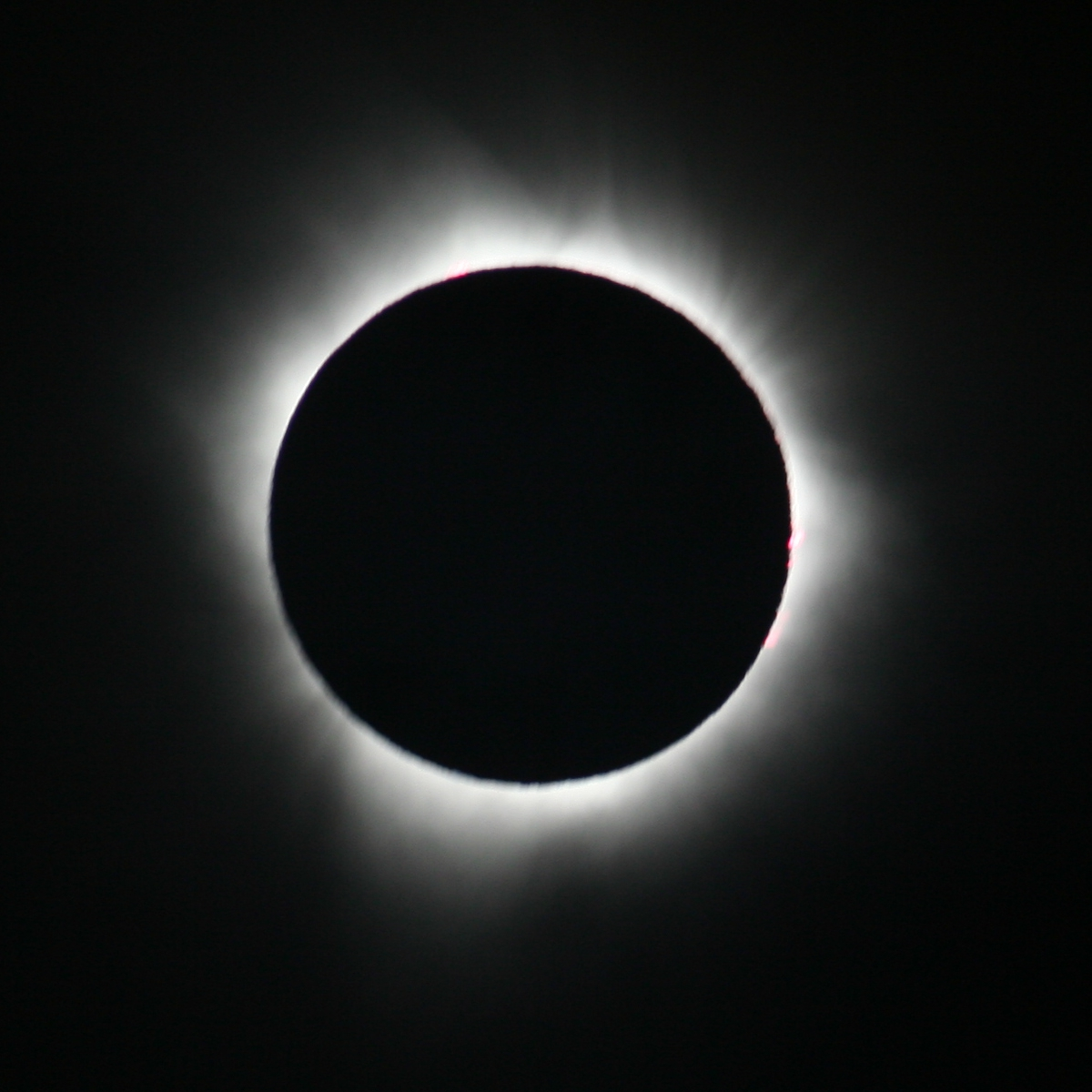
Éclipse depuis l'atoll de Hao, dans l'archipel des Tuamotu, en Polynésie française.

## Divers
Cette éclipse se produit exactement 19 ans après l'éclipse du 11 juillet 1991.
Ainsi que 10 ans et 11 mois (calendaires), soit 1 tritos, après l'éclipse du 11 août 1999.